# Cavalcante dei Cavalcanti

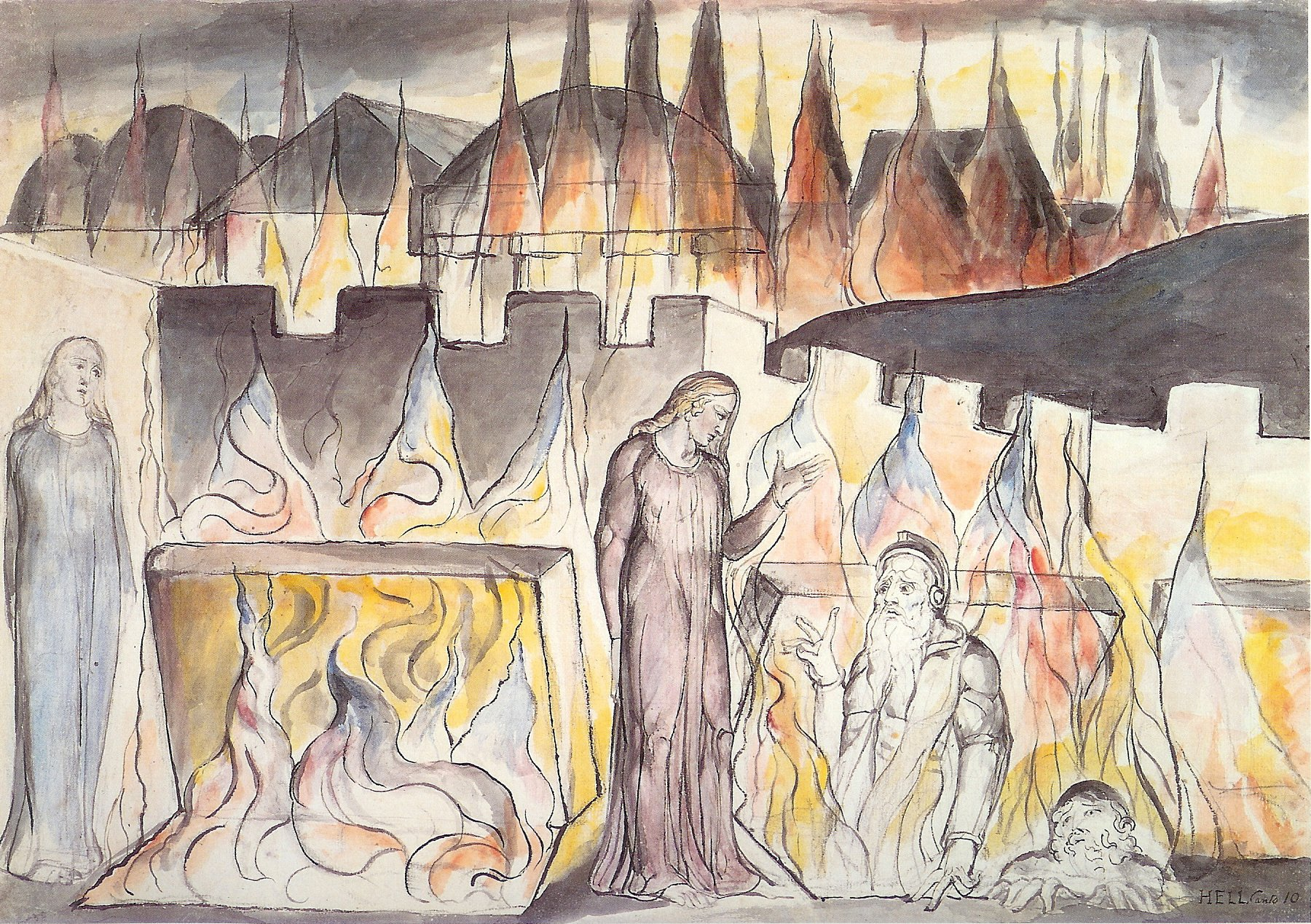
Farinata degli Uberti e Cavalcante (a destra) con Dante e Virgilio, illustrazione di William Blake

Cavalcante de' Cavalcanti (Toscana, 1220 circa – Toscana, 1280 circa) è stato un filosofo epicureo italiano vissuto nel Basso Medioevo, padre di Guido Cavalcanti.

## Biografia
Appartenente alla nobile casata guelfa dei Cavalcanti, fu uno spirito razionalista ed epicureo. Non credeva nell'immortalità dell'anima e sosteneva che l'unica realtà fosse costituita dagli atomi.
Dante lo incontra nel X canto dell'Inferno, dove sono collocati in arche infuocate, a scontare la loro eterna pena, eretici ed epicurei, come Farinata degli Uberti. Proprio con quest'ultimo, ghibellino, Cavalcante s'era imparentato, come avveniva spesso a quei tempi tra famiglie avversarie quando volevano riconciliarsi: dopo il ritorno dei guelfi a Firenze (1267), Guido, figlio di Cavalcante, era stato fatto sposare con la figlia di Farinata, Bice Uberti. Sempre nel X canto dell'Inferno, Cavalcante chiede a Dante notizie di suo figlio Guido, meravigliandosi di non vederlo in compagnia del Poeta, se è vero che il viaggio oltremondano dell'Alighieri è dovuto ad "altezza d'ingegno". In effetti Guido Cavalcanti fu tra le più belle intelligenze della Firenze del XIII secolo, e "primo amico" di Dante stesso. 
Cavalcanti padre morì intorno al 1280, quando Dante era appena quindicenne.
Altro figlio di Cavalcante fu Pazzo Cavalcanti, bisnonno del capostipite del longevo e prolifico ramo calabrese di questa famiglia, Filippo, primo barone di Sartano (oggi frazione di Torano Castello), investito del feudo il 31 agosto 1363.